# Matka Elvira
Matka Elvira, właściwie Rita Angese Petrozzi (ur. 21 stycznia 1937 w Sorze, zm. 3 sierpnia 2023 w Saluzzo) – włoska zakonnica katolicka Zgromadzenia Sióstr Miłosierdzia Świętej Joanny Antidy Thouret, w 1983 na wzgórzu w Saluzzo prowincji Cuneo założyła Wspólnotę Cenacolo, którą w 2009 zatwierdziła Papieska Rada ds. Świeckich jako Międzynarodowe Stowarzyszenie Wiernych, nazywana „siostrą od narkomanów”, „córką ludzi ubogich”.

## Życiorys

### Młodość

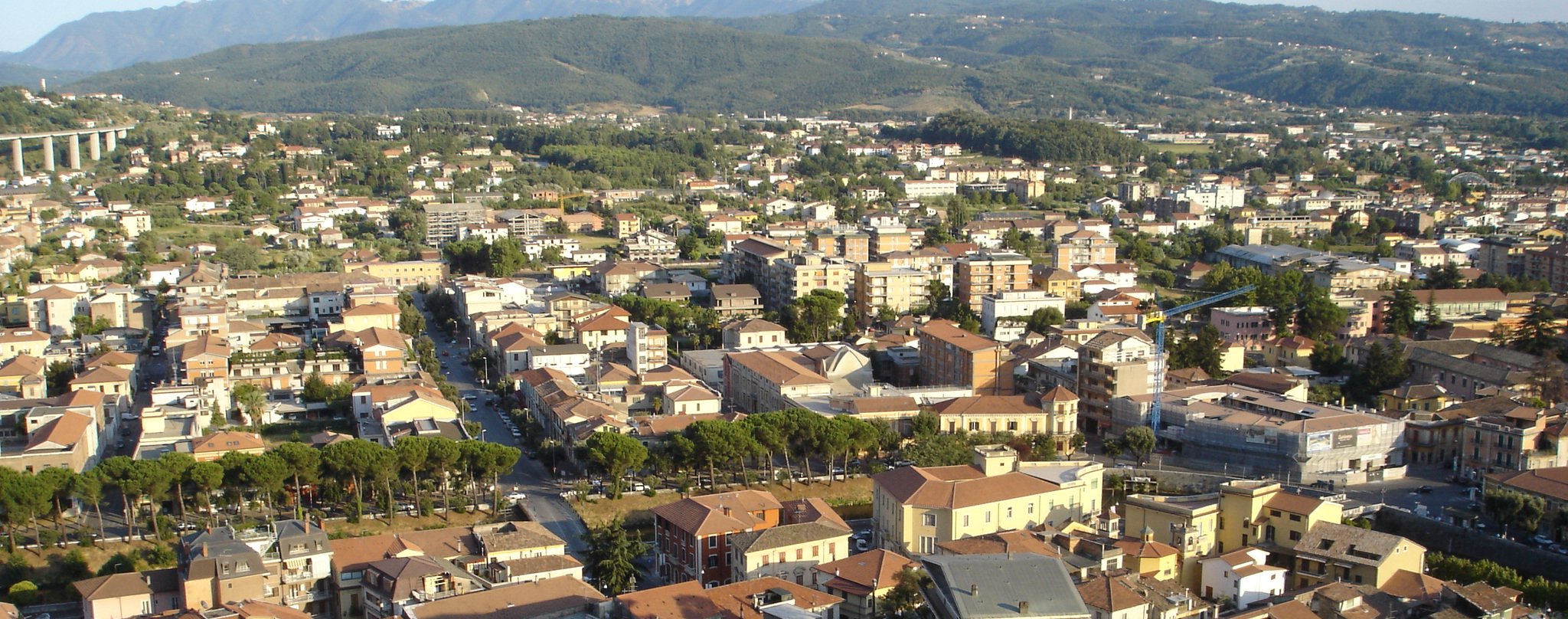
Urodzona w Sorze, prowincja Frosinone

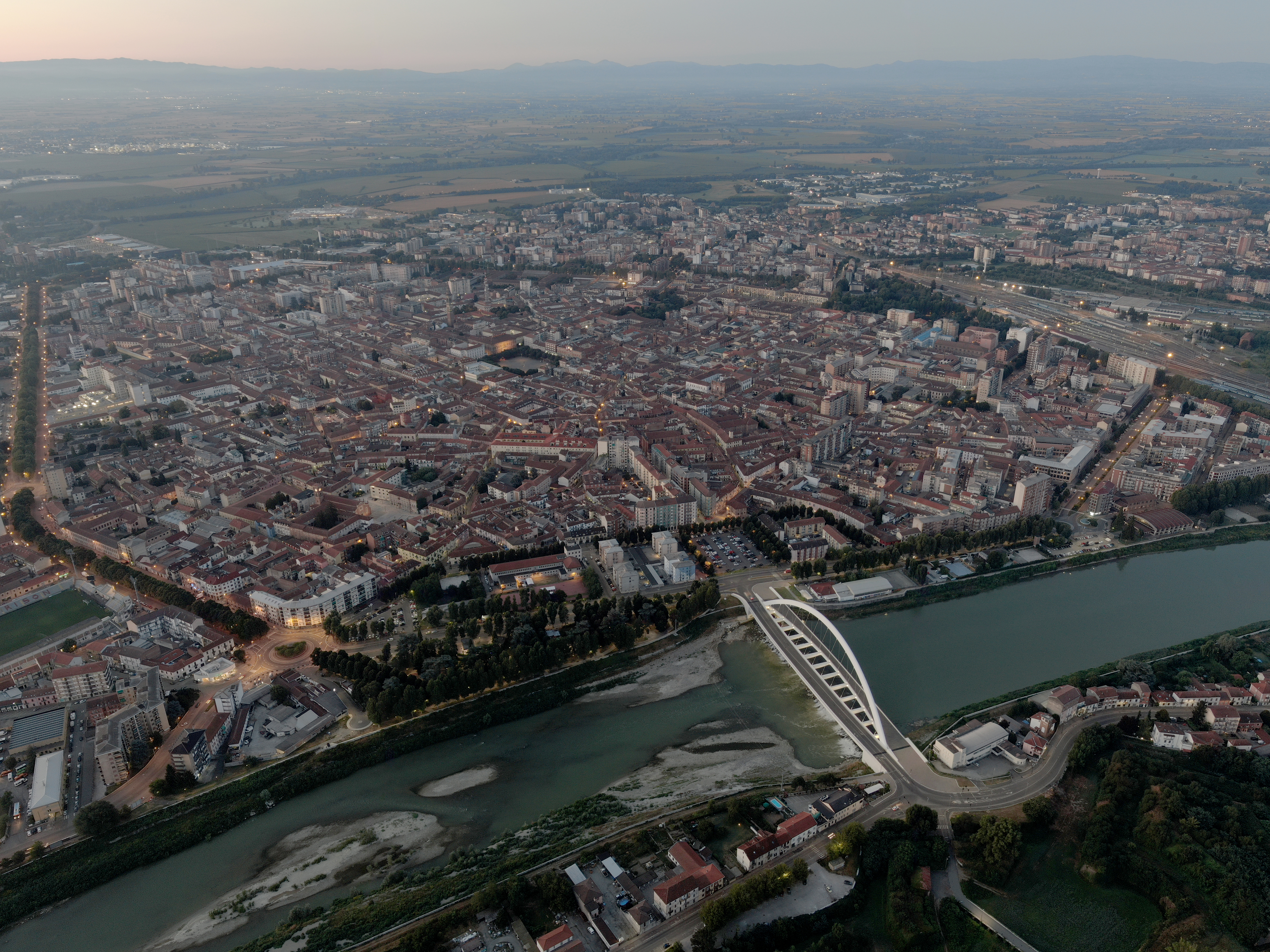
Wyemigrowała z rodziną do Alessandrii

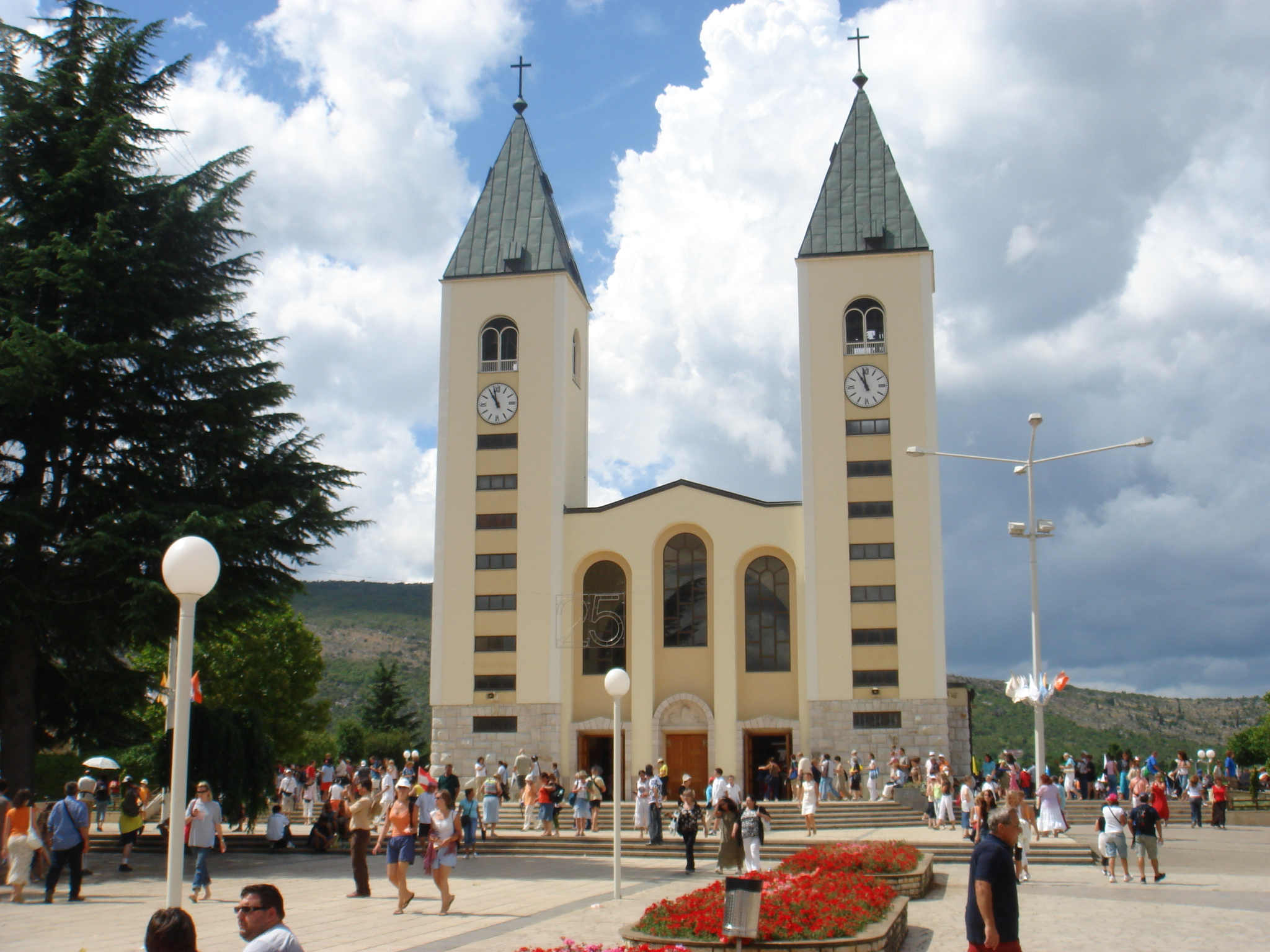
Kościół pw. św. Jakuba w Medziugorie

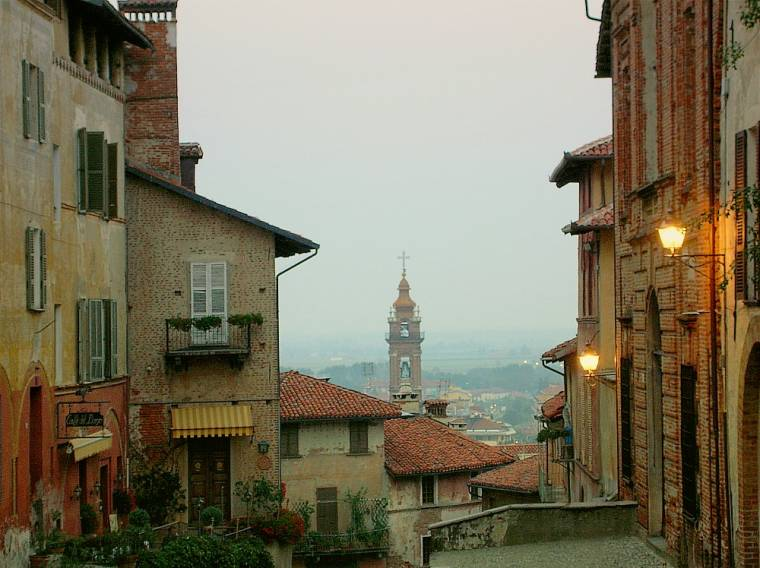
Matka Elvira mieszkała niedaleko Saluzzo

Rita Angese Petrozzi urodziła się 21 stycznia 1937 w rodzinie licznej i ubogiej, we włoskiej miejscowości Sora, w prowincji Frosinone. Młodość to lata pełne trudności i poświęceń. Przeżyła „ubóstwo” uzależnienia alkoholowego ojca oraz jego bezrobocie. Matka była pielęgniarką i cały „ciężar” rodziny spoczywał na niej. W okresie II wojny światowej razem z rodziną przeniosła się do Alessandrii w Lombardii, gdzie żyła w powojennym ubóstwie, stając się w domu „służącą” wszystkich ośmiorga dzieci. Doświadczyła biedy oraz wielu upokorzeń związanych z dysfunkcyjną rodziną. Przerwała naukę po trzeciej klasie szkoły podstawowej, musiała pomóc matce w opiece nad licznym rodzeństwem. Nie mogła ukończyć szkoły z powodu ubóstwa rodziny. 

Wiele lat później już jako siostra Elwira stwierdziła:

„Ojciec był pierwszym biedakiem, którego musiałam przyjąć, pokochać i mu służyć”.

### Powołanie zakonne
8 marca 1956, w wieku 19 lat wstąpiła do Zgromadzenia Sióstr Miłosierdzia Świętej Joanny Antidy Thouret w Borgaro Torinese, gdzie przyjęła imię zakonne Elvira i była tu przez 27 lat. 

### Wspólnota Cenacolo
16 lipca 1983 w wieku 46 lat opuszcza rodzinne zgromadzenie Sióstr Miłosierdzia św. Joanny Antidy Thouret, by w opuszczonym domu przekazanym przez miasto Saluzzo na wzgórzu tego miasteczka prowincji Cuneo w Piemoncie, założyć Wspólnotę Cenacolo, która niesie pomoc potrzebującym będącymi w uzależnieniu wraz z krzewieniem u nich wiary. Przybywający do wspólnoty niektórzy młodzi mężczyźni deklarowali na wstępie, że nie wierzą w Boga i nie zamierzają się modlić. Elwira odpowiadała nieustannie:

„Nie obchodzi nas, czy wierzysz w Boga czy nie. On wierzy w ciebie, a my wierzymy za ciebie”.

Z biegiem lat do Matki Elviry dołączyli młodzi wolontariusze rodziny i siostry zakonne. Po pięciu latach otwarto drugi dom, potem trzeci, czwarty, w 1991 w Medziugorie pierwszy dom poza Włochami, po którym powstało wiele innych, w tym w Polsce. Pierwsze uznanie wspólnoty na szczeblu diecezjalnym nastąpiło w uroczystość zesłania Ducha Świętego w 1998. 
W maju 2003 uczestniczyła w Misji Miejskiej w Wiedniu, na którą zaprosił ją kard. Christoph Schönborn. 8 grudnia 2005 ks. biskup diecezji Saluzzo Giuseppe Guerrini uznał Wspólnotę Cenacolo jako Publiczne Stowarzyszenie Wiernych na Prawie Diecezjalnym. W 2008 przemawiała do licznych kardynałów i biskupów na kongresie w Watykanie. W 2009 Papieska Rada ds. Świeckich zatwierdziła wspólnotę jako Międzynarodowe Stowarzyszenie Wiernych. Matka Elvira mieszkała w macierzystym domu wspólnoty w Saluzzo i była punktem odniesienia dla całego stowarzyszenia. W Polsce są trzy domy Cenacolo dla mężczyzn: w Giezkowie k. Koszalina, w Krzyżowicach k. Jastrzębia-Zdroju i Porębie Radlnej k. Tarnowa i Na Grabówki k. Suszca. W 2022 rozpoczęto przygotowania do otwarcia piątego domu Wspólnoty Cenacolo przy parafii św. Jana z Dukli w Częstochowie.

### Wspólnota „Casa Madre” w Saluzzo
W ostatnim czasie Matka Elvira we wspólnocie „Casa Madre” (dom macierzysty) z zaangażowaniem oddawała się modlitwie, formacji młodych sióstr i wizytowaniu istniejących domów. 

Matka Elvira tak wspominała młode lata: 

Przeżyłam też „ubóstwo” uzależnienia alkoholowego taty, czyli trudność mamy, która musiała pracować całymi dniami na utrzymanie rodziny: była pielęgniarką i cały „ciężar” rodziny spoczywał na niej, mimo to niosła ten ciężar z godnością. Wieczorami, gdy wracała wykończona, z wieloma codziennymi problemami, my widzieliśmy ją pogodną i uśmiechniętą: nauczyła nas, że życie jest warte więcej niż jego problemy, trudności i cierpienia. Życie nauczyło mnie od maleńkości, że muszę zawsze myśleć więcej o innych niż o sobie i dziś widzę, że to jest moje bogactwo i moja pierwsza formacja jako człowieka i jako chrześcijanki. Pamiętam refren, który moja mama śpiewała zawsze jak byłam z przyjaciółkami, które były bogatsze od nas. Kiedy mieliśmy w domu choćby jeden kawałek chleba, a podczas wojny nie zawsze było to łatwe – albo kiedy były wiśnie mama mówiła: „Rita pamiętaj wszystkie usta to siostry! Nie możesz włożyć nic do buzi zanim podzielisz się ze wszystkimi.” W ten sposób mimo ubóstwa mama uczyła nas zawsze solidarności, które mówiły już o rodzinie o wspólnocie, o jedności: to właśnie kiedy daje się innym, stajemy się rodziną, która może się wspólnie modlić w prawdzie „Ojcze Nasz.”

Matka Elvira tak wspominała swoje doświadczenia: 

Dzisiaj widzę, że Bóg zawsze prowadził moje życie, nawet przez słabości taty, który mimo wszystko był moim nauczycielem życia, ponieważ nauczył mnie co to poświęcenie, czy upokorzenie…, dzisiaj czuję, że jestem kobietą naprawdę wolną, świadomą, że drzemią w nas nieskończone zasoby miłości Bożej, która pomaga nam powstać z każdej sytuacji. Doświadczyłam, że spotykając Boga przeszłość staje się świetlista i jest bogactwem życia i doświadczenia, nie wstydzę się, powiedzieć, że słabość taty była dla mnie wszystkim, moją szkołą życia, która ukształtowała moje serce, abym mogła prowadzić ludzi takich jak on.”

Zmarła 3 sierpnia 2023 w domu formacyjnym wspólnoty Cenacolo w Saluzzo.